# Toni Jerrman
Toni Jerrman (nascut el 1964) és un crític i editor de la revista de ciència-ficció finlandesa Tähtivaeltaja. Va fundar els Premis Tähtivaeltaja i Tähtifantasia.
Ha guanyat diversos premis, entre ells:
- Publicació de l'Arctic Comic Festival-Lempi per a Tähtivaeltaja (1998)
- Dark Fantasy's Golden Chainsaw per a la millor impressió de terror (antologia de relats curts Himon anatomia, editada per Jerrman) (1998)
- Premi Cosmos Pen de l'Associació Finlandesa d'Escriptors de Ciència Ficció per promoure la literatura finlandesa de ciència-ficció (1992)[2]
- Premi de Ciència Ficció Europea de la Societat Europea de Ciència Ficció: Millor editor en cap (1988)